# Théâtre national dramatique académique Gorki
Le théâtre national dramatique académique Gorki (Национальный академический драматический театр имени М. Горького) est un théâtre situé à Minsk, capitale de la Biélorussie. Il est dédié à l'écrivain et dramaturge Maxime Gorki.

## Histoire
L'histoire de la fondation du théâtre commence au début des années 1930, quand ouvre à Bobrouïsk en 1932 le théâtre dramatique russe de Biélorussie, sous la direction de Vladimir Koumelski. En 1935, la troupe du théâtre s'installe à Moguilev. Dès 1939, la troupe est complétée de diplômés de l'école dramatique de Léningrad.
À la fin de l'année 1940, la décision est prise de déménager le théâtre à Minsk, mais cela n'a pu se faire à cause du déclenchement de l'opération Barbarossa six mois plus tard. En 1943, à cause de l'occupation allemande, le théâtre devient un théâtre de front pour les soldats et il est basé à Moscou. En 1945, le théâtre est basé à Grodno, à partir de 1947 il s'installe enfin à Minsk. Il prend le nom de Gorki en 1955.

## Édifice

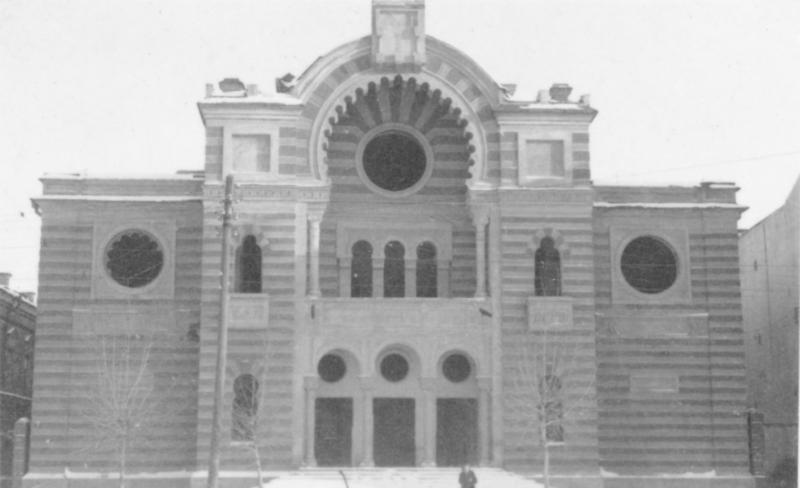
Bâtiment de la synagogue chorale avant la reconstruction du théâtre.

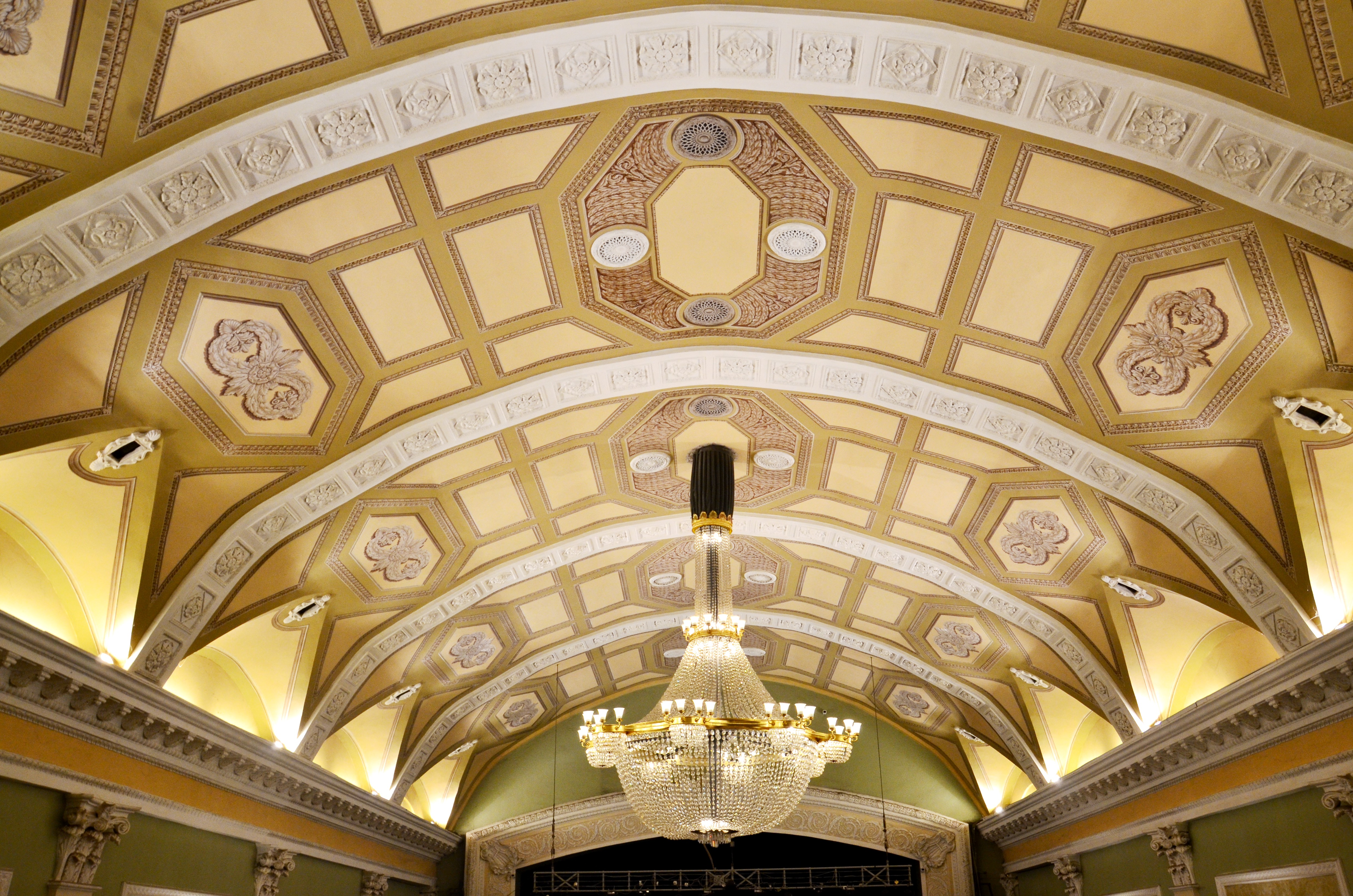
Intérieur de la salle de théâtre.

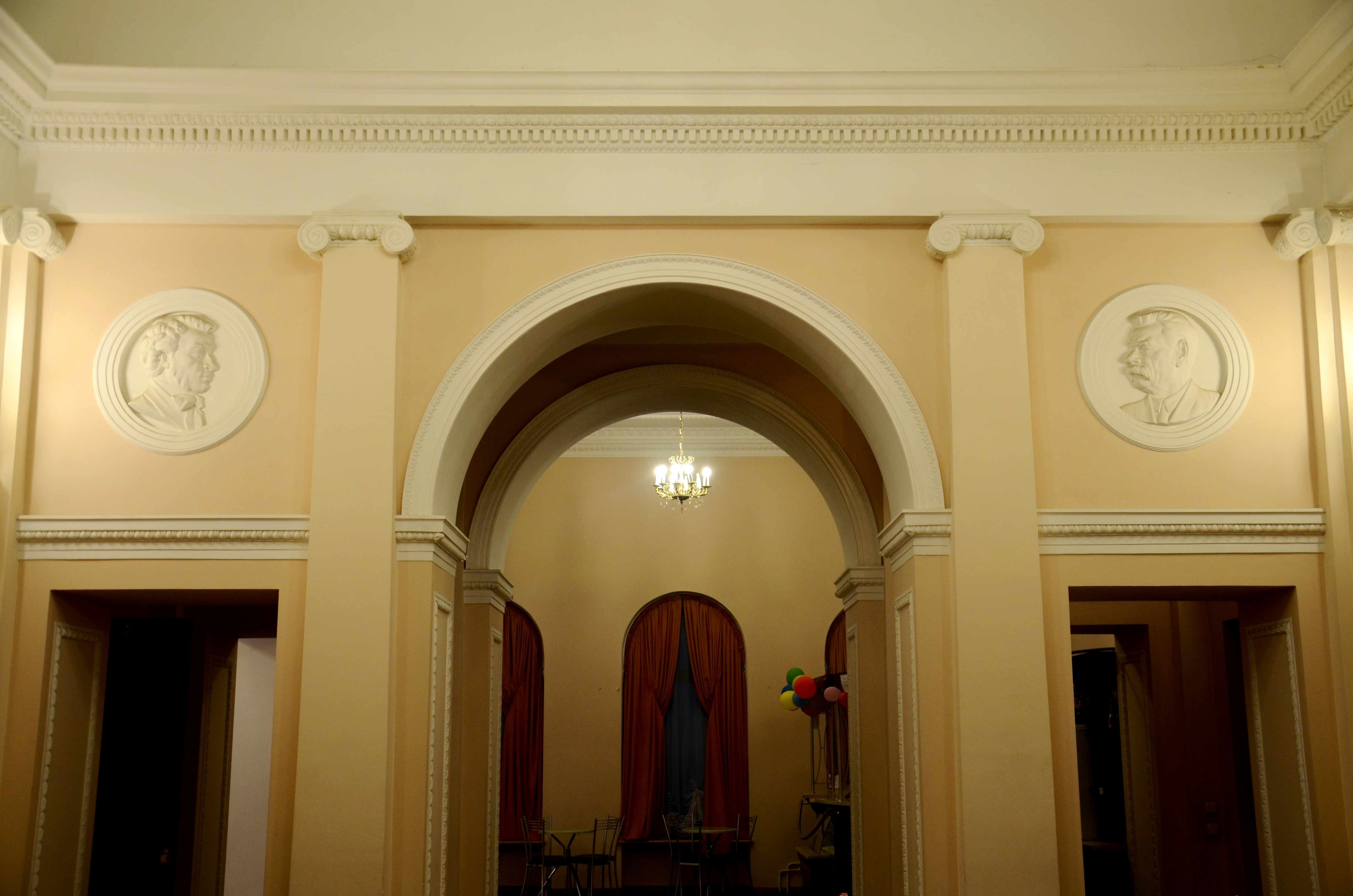
Intérieur du hall d'entrée du premier étage.

Aujourd'hui, le théâtre Gorki est installé dans le bâtiment de l'ancienne synagogue chorale de Minsk, construite en 1906. Cet édifice est bâti dans le style mauresque sur les fonds de la nombreuse communauté juive de Minsk de l'époque. Après la Révolution de 1917, la synagogue est nationalisée. Le théâtre national juif de la République socialiste soviétique de Biélorussie s'y installe en 1923. Outre des pièces de théâtre, on y passe des films, on y organise des conférences et des lectures publiques, etc. Le secrétariat de la Maison de la Culture du comité exécutif central de la RSS de Biélorussie s'y installe plus tard.
En novembre 1926, le bâtiment est donné à l'organisation Bielgokino qui bientôt y ouvre le cinéma Koultoura, l'un des plus importants de Biélorussie à cette époque. La salle jouissait d'une excellente acoustique et de grands chanteurs ou acteurs (comme Maïakovski, Outiossov, Lemechev, etc.) préféraient s'y produire en tournée grâce à cet avantage, plutôt que dans d'autres théâtres.
Après la Grande Guerre patriotique, le cinéma est entièrement reconstruit pour en faire le théâtre russe, selon les plans de l'architecte Mikhaïl Baklanov. La façade est ornée d'un fronton à la grecque avec un portique hexastyle corinthien.

## Répertoire
Le répertoire classique russe y est joué en priorité: les pièces de Gorki, La Tragédie optimiste de Vichnevski, La Puissance des ténèbres de Tolstoï, Le Révizor de Gogol, Mascarade de Lermontov, Les Trois Sœurs et Oncle Vania de Tchekhov, des pièces de Dostoïevski, de Cholokhov, de Constantin Treniov, etc. Le répertoire du théâtre Gorki comprend aussi parmi d'autres La Mégère apprivoisée de Shakespeare, Un mari idéal d'Oscar Wilde, Pygmalion de G. B. Shaw, Les Fraises sauvages de Bergman, ou encore Le Libertin d'Éric-Emmanuel Schmitt.
Le théâtre Gorki atteint le rang de théâtre « académique » en 1994 et de théâtre « national » en 1999.